# Martin Vučić
Martin Vučić (makedonska: Мартин Вучић), född 7 augusti 1982 i Skopje, är en makedonsk sångare och musiker.

## Eurovision Song Contest
Av över 1000-tals sökande blev han en av de fem i som fick tävla i Makedoniens nationella uttagning till Eurovision Song Contest 2005. I november 2004 blev han först en av två valda finalister som 2005 fick tävla med fyra låtar var, och slutligen stod han som vinnare vinnare med låten Make My Day, vilken var skriven av hans far.
Han gjorde succé i Eurovision Song Contest 2005 genom att ta sig vidare bland de 10 bästa till finalen, trots att han inte ens var tippad att ta sig vidare. Dock i finalen så slutade han på en 17:e plats.